# Abrostola triopis
Abrostola triopis är en fjärilsart som beskrevs av George Francis Hampson 1902. Abrostola triopis ingår i släktet Abrostola och familjen nattflyn. Inga underarter finns listade i Catalogue of Life.